# Take It Back
"Take It Back" é uma canção do cantor e compositor inglês Ed Sheeran com produção pelo produtor de hip hop Rick Rubin. Foi incluída na edição deluxe do seu segundo álbum de estúdio, × (2014). Após o lançamento do álbum, ela entrou na UK Singles Chart no número 117 e subiu para o número 85 devido às fortes vendas digitais, apesar de não ser um single oficial.
Sheeran estreou uma versão acústica da música através do SB.TV a 25 de Abril de 2014. A gravação acústica, e todas as apresentações ao vivo da música, usam o verso de Sheeran de "Epic Dreamers' Remix" como um quarto verso que não aparece na versão do álbum.

## Desempenho nas tabelas musicais
Tabelas semanais
| País — Tabela musical (2014)                       | Posição de pico |
| -------------------------------------------------- | --------------- |
| Reino Unido — Official Singles Chart Top 100 (OCC) | 57              |